# Heinrich I. (Tecklenburg)
Heinrich I. von Tecklenburg (* um 1115; † 22. November 1156) war Graf von Tecklenburg.

## Leben
Heinrich I. von Tecklenburg wurde um 1115 als ältester Sohn von Ekbert I. von Tecklenburg und seiner zweiten Ehefrau Adelheid von Zutphen-Geldern geboren. Er heiratete Eilika (um 1126–1189), Tochter des Grafen Egilmar II. von Oldenburg im Lerigau.
Um 1150 folgte er seinem Vater als Graf von Tecklenburg nach, wodurch er zum Vasallen der Bischöfe von Münster und Osnabrück wurde, womit viele Streitigkeiten einhergingen. Er hatte viel Streubesitz in Westfalen und Friesland, baute die Hausmacht konsequent aus und war 1154/55 mit Kaiser Friedrich I. (Barbarossa) in Italien. 
Er starb am 22. November 1156.

## Kinder
- Simon I. (* um 1140, † 8. August 1202), verheiratet mit Oda von Berg-Altena (* um 1145, † 1224),  1158–1202 Graf von Tecklenburg